# إدريس فضيل

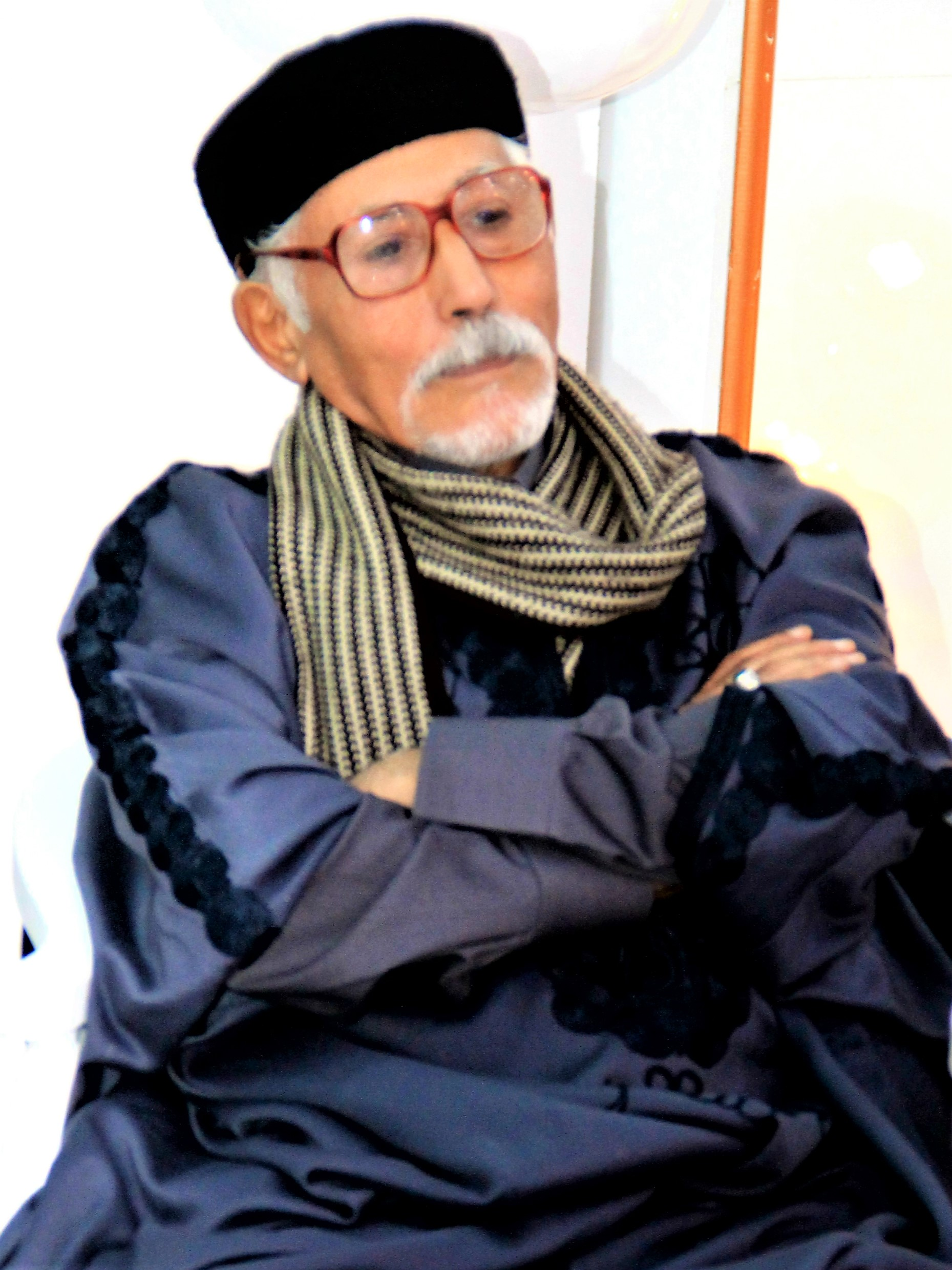
إدريس فضيل الحداد، نائب رئيس رابطة علماء ليبيا

إدريس فضيل أو إدريس فضيل الحدَّاد، نائب رئيس رابطة علماء ليبيا، أكاديميٌّ ليبيٌّ، كاتب ومؤرِّخ، أديب وناقد، داعية وفقيه، مؤسِّس قسم اللغة العربيَّة بجامعة عُمر المختار، ومؤسِّس المعهد العالي للإمامة والخطابة بالبيضاء – ليبيا.

## المولد والتكوين العلميُّ
وُلد إدريس فضيل سعد الحدَّاد البرعصيُّ، في قرية جردس جنوبيَّ الجبل الأخضر، عام 1939، درس في مدرسة الميدان بالبيضاء، وفي مدرسة الفايدية، ثمَّ التحق بمعهد السيِّد محمَّد بن عليٍّ السنوسيِّ الدينيِّ في الزاوية البيضاء منذ عام 1953، حتَّى تخرَّج في كلِّيَّة اللغة العربيَّة بجامعة السيِّد محمَّد بن عليٍّ السنوسيِّ الإسلاميَّة عام 1966. أوفد عام 1972 للدراسة بالولايات المتَّحدة الأمريكيَّة، فتحصَّل على درجة الماجستير في لغات وثقافات الشرق الأوسط من جامعة كالفورنيا عام 1976، ثمَّ تحصَّل على درجة الدكتوراه في الأدب العربيِّ من جامعة الخرطوم عام 1998، وكانت الأطروحة بعنوان: (الصورة الفنِّيَّة في شعر ابن الروميِّ).

## العمل والتأسيس
عُيِّن عام 1967 مدرِّسًا في معهد الكُفرة الدينيِّ، ثمَّ عمل بالتدريس في المدارس الإعداديَّة والثانويَّة بمدينة البيضاء، ثمَّ عُيِّن عام 1972 معيدًا بكلِّيَّة اللغة العربيَّة بجامعة السيِّد محمَّد بن عليٍّ السنوسيِّ الإسلاميَّة، وبعد إلغائها وإنشاء جامعة عُمر المختار أسَّس قسم اللغة العربيَّة عام 1989، ثمَّ أسَّس المعهد العالي للإمامة والخطابة في مدينة البيضاء عام 2000، الذي سمِّي فيما بعد بالمعهد العالي للعلوم الشرعيَّة، والذي تطوَّر إلى كلِّيَّة الدراسات الإسلاميَّة التابعة للجامعة الأسمريَّة، ثمَّ إلى جامعة السيِّد محمَّد بن عليٍّ السنوسيِّ الإسلاميَّة.

## النشاط الفكريُّ والثقافيُّ
تميَّز بحضوره الفاعل في كلِّ ميادين العطاء الفكريِّ والثقافِيِّ، معلِّمًا، وموجِّهًا، ثمَّ أستاذًا جامعيًّا في تخصُّص اللغة والأدب والدراسات الإسلاميَّة، كما أنَّه برز من خلال أحاديثه ومقالاته ومؤلَّفاته مؤرِّخًا للمرحلة التي عاش فيها، وموثِّقًا لكثير من الوقائع والأحداث، ومترجمًا لعديد الأعلام والشخصيَّات. أثرى الحياة العلميَّة والثقافيَّة في محيطه لمدَّة تزيد على نصف قرن، كان حافلًا بالمشاركات الفاعلة في أنشطة مدينة البيضاء واحتفالاتها ومناسباتها الاجتماعيَّة والدينيَّة والسياسيَّة منذ أن كان طالبًا بالمرحلة الثانويَّة في خمسينيَّات القرن الماضي.

## المهارات والصفات والمواقف
تميَّز بدقَّة الملاحظة، وحدَّة الذاكرة، وسرعة البديهة، وجزالة الأسلوب، وبلاغة المنطق، فهو كاتب ذو قلم سيَّال، وخطيب مِصْقَع تنطلق كلماته فصيحة بليغة، تطرق الأسماع صافية قويَّة، هذا إلى أنَّه يجيد اللغة الإنجليزيَّة قراءة وكتابة. كما أنَّه عُرف بمواقفه الداعمة لثورة السابع عشر من فبراير، واشتهر بدعوته إلى المصالحة الوطنيَّة، ورأب الصدع، وإحلال السلم الاجتماعيِّ، حتَّى لقِّب برجل السلام الوطنيِّ، كما عُرف بمناهضته للفكر الدينيِّ المتطرِّف، ومواقفه الواضحة في دعم مؤسَّستي الجيش والشرطة.

## المؤلَّفات
له مجموعة من المؤلَّفات بعضها مطبوع وبعضها مخطوط:

### مؤلَّفاته المطبو عة[1]
1. ديوان شاعر الجبل الأخضر حسين لحلافي (مراجعة وتقديم) 1990م.
2. الشاعر الشعبيُّ جعفر الحبُّونِيُّ: دراسة في حياته وشعره، 2007م.[5]
3. ذكريات صبيانيَّة في قرية الفايديَّة (1950، 1951)، 2007م.
4. مقالات متعدِّدة الاتِّجاهات، 2007.
5. أحمد شوقي الشعر والشاعر، 2008م.
6. مذكِّرات موجزة عن الأدب في العصر العبَّاسيِّ، 2008م.
7. شوي سهاري بين السِّيلس والأنصاريِّ (1948-1952)، 2009م.
8. السنوسي بوبريدان (فارس الميدان وبطل يوم الزُّوزات) حياته وجهاده، 2009م.
9. بقيَّة السهاري وأيَّام ضاري: حكايات بسيطة بين الجنيِّن وفرشِيطة (نشأة مدينة البيضاء، والجامعة الإسلاميَّة، والحركة الثقافيَّة فيها)، 2012م.
10. المجاهد عبد الله بو سلُّوم (قائد لمع في معمعة الحرب وغاب في ضجيج السلام): حياته وجهاده (1893-1931)، 2013م.
11. حسين طاهر (الوطنيُّ والسياسيُّ) سيرة وتاريخ (1900-1994)، 2018م.
12. باقة مشكَّلة من بناة الوطن، 2021م.[6]
13. من حكايات تكتانة، 2021م.[2]
14. صفحات مطويَّة من تاريخ جامعة السيِّد محمَّد بن عليٍّ السنوسيِّ الإسلاميَّة، 2022م.
15. صفحات من تاريخ مَسَّة، 2022م.

### مؤلَّفاته المخطوطة[1]
1. الصورة الفنِّيَّة في شعر ابن الروميِّ (أطروحة دكتوراه)، نوقشت 1998.
2. اقرأ لتكتب، (جمع وتقديم).
3. نظرات في شعر أبي سيف مقرِّب حدُّوث.
4. منتهى الإيجاز في قضية الإعجاز.
5. رجال وأحداث.
6. محاضرات في مهارات الخطابة وأساليبها.
7. محاضرات في أصول التفسير.
8. محاضرات في الأدب القديم.
9. دروس في البلاغة.